# Temporada 2009 de Deutsche Tourenwagen Masters
La temporada 2009 del Deutsche Tourenwagen Masters fue la décima temporada del Deutsche Tourenwagen Masters, desde la reanudación del campeonato en 2000. La temporada comenzó el 17 de mayo en Hockenheim y terminó el 25 de octubre en el mismo lugar.
Timo Scheider defendió con éxito su título de campeón, llevando su Audi A4 a la victoria con cinco puntos de diferencia sobre el piloto de Mercedes-Benz, Gary Paffett.

## Cambios de reglas
El campeonato adopta nuevas reglas, como se anunció el 21 de abril de 2009.

### Deportivas
- La calificación consta de cuatro sesiones, en lugar de las dos que hubo en 2008.

### Técnicas
- Los pesos mínimos de los coches también se han alterado, con los coches 2009 que rematan las balanzas en 1050 kilogramos, los coches 2008 en 1030 kilogramos y los coches 2007 en 1010 kilogramos.[1]

## Equipos y pilotos
- De los diecinueve pilotos que compitieron en la temporada 2008, solamente Bernd Schneider y Christijan Albers no vuelven. Los novatos en 2009 son el trío del Kolles Futurecom, Christian Bakkerud, Johannes Seidlitz y Tomáš Kostka.

| Marca         | Auto                       | Equipo             | No. | Pilotos            | Rondas    |
| ------------- | -------------------------- | ------------------ | --- | ------------------ | --------- |
| Audi          | Audi A4 DTM 2009           | Abt Sportsline     | 1   | Timo Scheider      | Todas     |
| Audi          | Audi A4 DTM 2009           | Abt Sportsline     | 2   | Tom Kristensen     | Todas     |
| Audi          | Audi A4 DTM 2009           | Abt Sportsline     | 5   | Mattias Ekström    | Todas     |
| Audi          | Audi A4 DTM 2009           | Abt Sportsline     | 6   | Martin Tomczyk     | Todas     |
| Audi          | Audi A4 DTM 2008           | Abt Sportsline     | 21  | Katherine Legge    | Todas     |
| Audi          | Audi A4 DTM 2008           | Team Rosberg       | 11  | Mike Rockenfeller  | Todas     |
| Audi          | Audi A4 DTM 2008           | Team Rosberg       | 12  | Markus Winkelhock  | Todas     |
| Audi          | Audi A4 DTM 2008           | Team Phoenix       | 14  | Alexandre Prémat   | Todas     |
| Audi          | Audi A4 DTM 2008           | Team Phoenix       | 15  | Oliver Jarvis      | Todas     |
| Audi          | Audi A4 DTM 2007           | Kolles Futurecom   | 18  | Christian Bakkerud | 1–4, 6–10 |
| Audi          | Audi A4 DTM 2007           | Kolles Futurecom   | 19  | Johannes Seidlitz  | 1–2, 5–10 |
| Audi          | Audi A4 DTM 2007           | Kolles Futurecom   | 20  | Tomáš Kostka       | Todas     |
| Mercedes-Benz | AMG-Mercedes C-Klasse 2009 | HWA Team           | 3   | Paul di Resta      | Todas     |
| Mercedes-Benz | AMG-Mercedes C-Klasse 2009 | HWA Team           | 4   | Ralf Schumacher    | Todas     |
| Mercedes-Benz | AMG-Mercedes C-Klasse 2009 | HWA Team           | 9   | Bruno Spengler     | Todas     |
| Mercedes-Benz | AMG-Mercedes C-Klasse 2009 | HWA Team           | 10  | Gary Paffett       | Todas     |
| Mercedes-Benz | AMG-Mercedes C-Klasse 2008 | Persson Motorsport | 7   | Jamie Green        | Todas     |
| Mercedes-Benz | AMG-Mercedes C-Klasse 2008 | Persson Motorsport | 8   | Susie Stoddart     | Todas     |
| Mercedes-Benz | AMG-Mercedes C-Klasse 2008 | Mücke Motorsport   | 16  | Maro Engel         | Todas     |
| Mercedes-Benz | AMG-Mercedes C-Klasse 2008 | Mücke Motorsport   | 17  | Mathias Lauda      | Todas     |

## Calendario y resultados
Para evitar un choque en el calendario con el Gran Premio de Baréin de 2009, la apertura de la temporada, tradicionalmente celebrada en Hockenheim tuvo lugar el 17 de mayo, tres semanas más tarde de lo previsto originalmente. Por consiguiente, la ronda del EuroSpeedway que estaba prevista para esa fecha se movió al 31 de mayo. La ronda de Brands Hatch también se movió una semana debido al Gran Premio de Bélgica de 2009, del 30 de agosto al 6 de septiembre.
El circuito francés de Dijon-Prenois hizo su primera aparición en el calendario del DTM que celebró la penúltima ronda de la temporada el 11 de octubre. El circuito italiano de Mugello fue eliminado del calendario.
| Ronda | Circuito                        | Fecha            | Pole Position   | Vuelta Rápida   | Piloto Ganador | Equipo Ganador     |
| ----- | ------------------------------- | ---------------- | --------------- | --------------- | -------------- | ------------------ |
| 1     | Hockenheimring                  | 17 de mayo       | Mattias Ekström | Mattias Ekström | Tom Kristensen | Abt Sportsline     |
| 2     | EuroSpeedway Lausitz            | 31 de mayo       | Mattias Ekström | Jamie Green     | Gary Paffett   | HWA Team           |
| 3     | Norisring, Nuremberg            | 28 de junio      | Timo Scheider   | Katherine Legge | Jamie Green    | Persson Motorsport |
| 4     | Circuit Park Zandvoort          | 19 de julio      | Oliver Jarvis   | Mattias Ekström | Gary Paffett   | HWA Team           |
| 5     | Motorsport Arena Oschersleben   | 2 de agosto      | Tom Kristensen  | Timo Scheider   | Timo Scheider  | Abt Sportsline     |
| 6     | Nürburgring                     | 16 de agosto     | Martin Tomczyk  | Mattias Ekström | Martin Tomczyk | Abt Sportsline     |
| 7     | Brands Hatch, Kent              | 6 de septiembre  | Paul di Resta   | Paul di Resta   | Paul di Resta  | HWA Team           |
| 8     | Circuit de Catalunya, Barcelona | 20 de septiembre | Tom Kristensen  | Timo Scheider   | Timo Scheider  | Abt Sportsline     |
| 9     | Dijon-Prenois                   | 11 de octubre    | Bruno Spengler  | Paul di Resta   | Gary Paffett   | HWA Team           |
| 10    | Hockenheimring                  | 25 de octubre    | Mattias Ekström | Gary Paffett    | Gary Paffett   | HWA Team           |

## Estadísticas

### Campeonato de pilotos
| Pos. | Piloto             | HOC | LAU | NOR | ZAN | OSC | NÜR | BRH | CAT | DIJ | HOC | Puntos |
| ---- | ------------------ | --- | --- | --- | --- | --- | --- | --- | --- | --- | --- | ------ |
| 1    | Timo Scheider      | 2   | 5   | 4   | DSQ | 1   | 2   | 2   | 1   | 6   | 2   | 64     |
| 2    | Gary Paffett       | Ret | 1   | 5   | 1   | 5   | 8   | 4   | 4   | 1   | 1   | 59     |
| 3    | Paul di Resta      | 5   | 4   | 7   | 6   | 4   | Ret | 1   | 7   | 2   | 3   | 45     |
| 4    | Bruno Spengler     | Ret | 2   | 2   | 5   | 6   | 6   | 6   | 5   | 3   | 7   | 41     |
| 5    | Mattias Ekström    | 7   | 3   | 3   | 3   | 2   | 3   | 5   | 6   | 9   | Ret | 41     |
| 6    | Martin Tomczyk     | Ret | Ret | 11  | 4   | 3   | 1   | 3   | 3   | 7   | Ret | 35     |
| 7    | Jamie Green        | 8   | 6   | 1   | 9   | 9   | 5   | 12  | 14  | 4   | 5   | 27     |
| 8    | Tom Kristensen     | 1   | 12  | 8   | 8   | 8   | Ret | 19† | 2   | DSQ | 15  | 21     |
| 9    | Oliver Jarvis      | 3   | Ret | Ret | 2   | 15† | Ret | 8   | 9   | 15  | 6   | 18     |
| 10   | Markus Winkelhock  | 4   | Ret | 13  | DSQ | Ret | 4   | 18† | Ret | 10  | 8   | 11     |
| 11   | Ralf Schumacher    | 9   | 10  | 6   | 10  | 11  | 7   | 9   | 13  | 5   | Ret | 9      |
| 12   | Maro Engel         | 6   | 8   | Ret | 7   | 7   | 12  | 10  | 10  | 12  | 10  | 8      |
| 13   | Alexandre Prémat   | Ret | Ret | Ret | DSQ | 16† | Ret | 11  | 8   | 11  | 4   | 6      |
| 14   | Mike Rockenfeller  | Ret | 7   | 9   | 12† | 13  | 10  | 7   | 12  | 13  | 9   | 4      |
| 15   | Mathias Lauda      | 10  | 9   | 14  | Ret | 12  | 9   | 20† | 11  | 8   | 14  | 1      |
| 16   | Susie Stoddart     | Ret | 11  | 10  | 11  | 10  | 11  | 13  | 15  | 14  | 16† | 0      |
| 17   | Tomáš Kostka       | 11  | 13  | Ret | Ret | 14  | 15  | 14  | 16  | 17  | 11  | 0      |
| 18   | Katherine Legge    | 12  | Ret | 12  | Ret | 17† | Ret | 15  | Ret | 16  | 17† | 0      |
| 19   | Christian Bakkerud | 14  | 14  | 15  | DSQ |     | 13  | 16  | 17  | Ret | 12  | 0      |
| 20   | Johannes Seidlitz  | 13  | DNS |     |     | Ret | 14  | 17  | 18  | Ret | 13  | 0      |
| Pos. | Piloto             | HOC | LAU | NOR | ZAN | OSC | NÜR | BRH | CAT | DIJ | HOC | Puntos |

| Color     | Resultado                                                               |
| --------- | ----------------------------------------------------------------------- |
| Oro       | Ganador                                                                 |
| Plata     | 2.ª plaza                                                               |
| Bronce    | 3.ª plaza                                                               |
| Verde     | Finalizó en los puntos                                                  |
| Azul      | Finalizó sin puntos                                                     |
| Azul      | NC - No clasificado                                                     |
| Violeta   | Ret - No terminó (Carrera)                                              |
| Rojo      | DNQ - No se clasificó                                                   |
| Negro     | DSQ - Descalificado                                                     |
| Blanco    | DNS - No empezó (carrera)                                               |
| Blanco    | WD - Retirado (fin de semana)                                           |
| Blanco    | C - Carrera cancelada                                                   |
| Sin color | DNP - Inscrito pero no participó                                        |
| Sin color | INJ - Lesionado                                                         |
| Sin color | EX - Excluido                                                           |
| Estado    | Resultado                                                               |
| Negrita   | Pole position                                                           |
| Cursiva   | Vuelta rápida                                                           |
| †         | Abandona, pero clasifica al completar el porcentaje requerido para ello |

- † — El piloto se retiró, pero se clasificó al completar el 75% de la distancia de carrera del ganador.

### Campeonato de equipos
| Pos. | Equipo                                   | No. | HOC | LAU | NOR | ZAN | OSC | NÜR | BRH | CAT | DIJ | HOC | Puntos |
| ---- | ---------------------------------------- | --- | --- | --- | --- | --- | --- | --- | --- | --- | --- | --- | ------ |
| 1    | Salzgitter / Mercedes-Benz Bank AMG      | 9   | Ret | 2   | 2   | 5   | 6   | 6   | 6   | 5   | 3   | 7   | 100    |
| 1    | Salzgitter / Mercedes-Benz Bank AMG      | 10  | Ret | 1   | 5   | 1   | 5   | 8   | 4   | 4   | 1   | 1   | 100    |
| 2    | Audi Sport Team Abt                      | 1   | 2   | 5   | 4   | DSQ | 1   | 2   | 2   | 1   | 6   | 2   | 85     |
| 2    | Audi Sport Team Abt                      | 2   | 1   | 12  | 8   | 8   | 8   | Ret | 19† | 2   | 18† | 15  | 85     |
| 3    | Audi Sport Team Abt Sportsline           | 5   | 7   | 3   | 3   | 3   | 2   | 3   | 5   | 6   | 9   | Ret | 76     |
| 3    | Audi Sport Team Abt Sportsline           | 6   | Ret | Ret | 11  | 4   | 3   | 1   | 3   | 3   | 7   | Ret | 76     |
| 4    | Trilux AMG Mercedes                      | 3   | 5   | 4   | 7   | 6   | 4   | Ret | 1   | 7   | 2   | 3   | 54     |
| 4    | Trilux AMG Mercedes                      | 4   | 9   | 10  | 6   | 10  | 11  | 7   | 9   | 13  | 5   | Ret | 54     |
| 5    | TV Spielfilm / Junge Sterne AMG Mercedes | 7   | 8   | 6   | 1   | 9   | 9   | 5   | 12  | 14  | 4   | 5   | 27     |
| 5    | TV Spielfilm / Junge Sterne AMG Mercedes | 8   | Ret | 11  | 10  | 11  | 10  | 11  | 13  | 15  | 14  | 16† | 27     |
| 6    | Audi Sport Team Phoenix                  | 14  | Ret | Ret | Ret | DSQ | 16† | Ret | 11  | 8   | 11  | 4   | 24     |
| 6    | Audi Sport Team Phoenix                  | 15  | 3   | Ret | Ret | 2   | 15† | Ret | 8   | 9   | 15  | 6   | 24     |
| 7    | Audi Sport Team Rosberg                  | 11  | Ret | 7   | 9   | 12† | 13  | 10  | 7   | 12  | 13  | 9   | 15     |
| 7    | Audi Sport Team Rosberg                  | 12  | 4   | Ret | 13  | DSQ | Ret | 4   | 18† | Ret | 10  | 8   | 15     |
| 8    | GQ / stern AMG Mercedes                  | 16  | 6   | 8   | Ret | 7   | 7   | 12  | 10  | 10  | 12  | 10  | 9      |
| 8    | GQ / stern AMG Mercedes                  | 17  | 10  | 9   | 14  | Ret | 12  | 9   | 20† | 11  | 8   | 14  | 9      |
| 9    | KOLLES Futurecom                         | 18  | 14  | 14  | 15  | DSQ |     | 13  | 16  | 17  | Ret | 12  | 0      |
| 9    | KOLLES Futurecom                         | 19  | 13  | DNS |     |     | Ret | 14  | 17  | 18  | Ret | 13  | 0      |
| 9    | KOLLES Futurecom                         | 20  | 11  | 13  | Ret | Ret | 14  | 15  | 14  | 16  | 17  | 11  | 0      |
| 10   | Audi Sport Team Abt Lady Power           | 21  | 12  | Ret | 12  | Ret | 17† | Ret | 15  | Ret | 16  | 17† | 0      |
| Pos. | Equipo                                   | No. | HOC | LAU | NOR | ZAN | OSC | NÜR | BRH | CAT | DIJ | HOC | Puntos |